# Monte Carlo Open 1982
Il Monte Carlo Open 1982 è stato un torneo di tennis giocato sulla terra rossa. 
È stata la 75ª edizione del Monte Carlo Open, che fa parte del Volvo Grand Prix 1982.
Si è giocato al Monte Carlo Country Club di Roquebrune-Cap-Martin in Francia vicino a Monte Carlo,
dal 5 all'11 aprile 1982.

## Campioni

### Singolare
Guillermo Vilas ha battuto in finale   Ivan Lendl con il punteggio di 6–1, 7–6, 6–3

### Doppio
Peter McNamara  /  Paul McNamee hanno battuto in finale  Mark Edmondson /  Sherwood Stewart con il punteggio di 6–7, 7–6, 6–3